# Mamertiner
Die Mamertiner (lateinisch Mamertini) waren Söldner aus Kampanien, die der Tyrann Agathokles von Syrakus im 3. Jahrhundert v. Chr. angeworben hatte. Sie nannten sich nach ihrem Kriegsgott, der auf Oskisch Mamers hieß (und Mars auf Latein). Die Münzen, die die Mamertiner prägten, zeigen auf der Vorderseite Köpfe von Göttern und auf den Rückseiten häufig kriegerische Szenen.

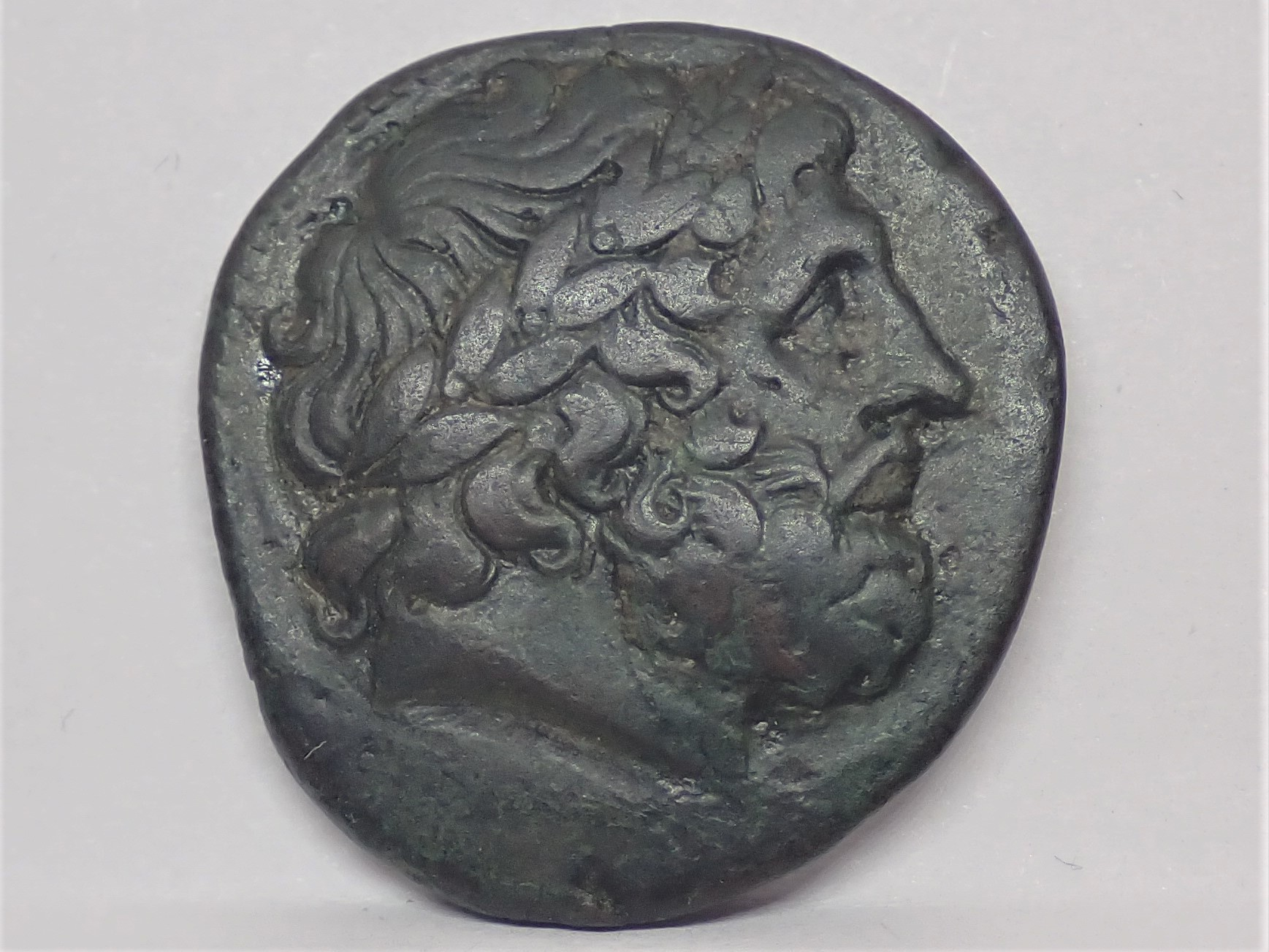
Fünfonkienmünze der Mamertiner mit Zeuskopf, ca. 220–200 v. Chr.

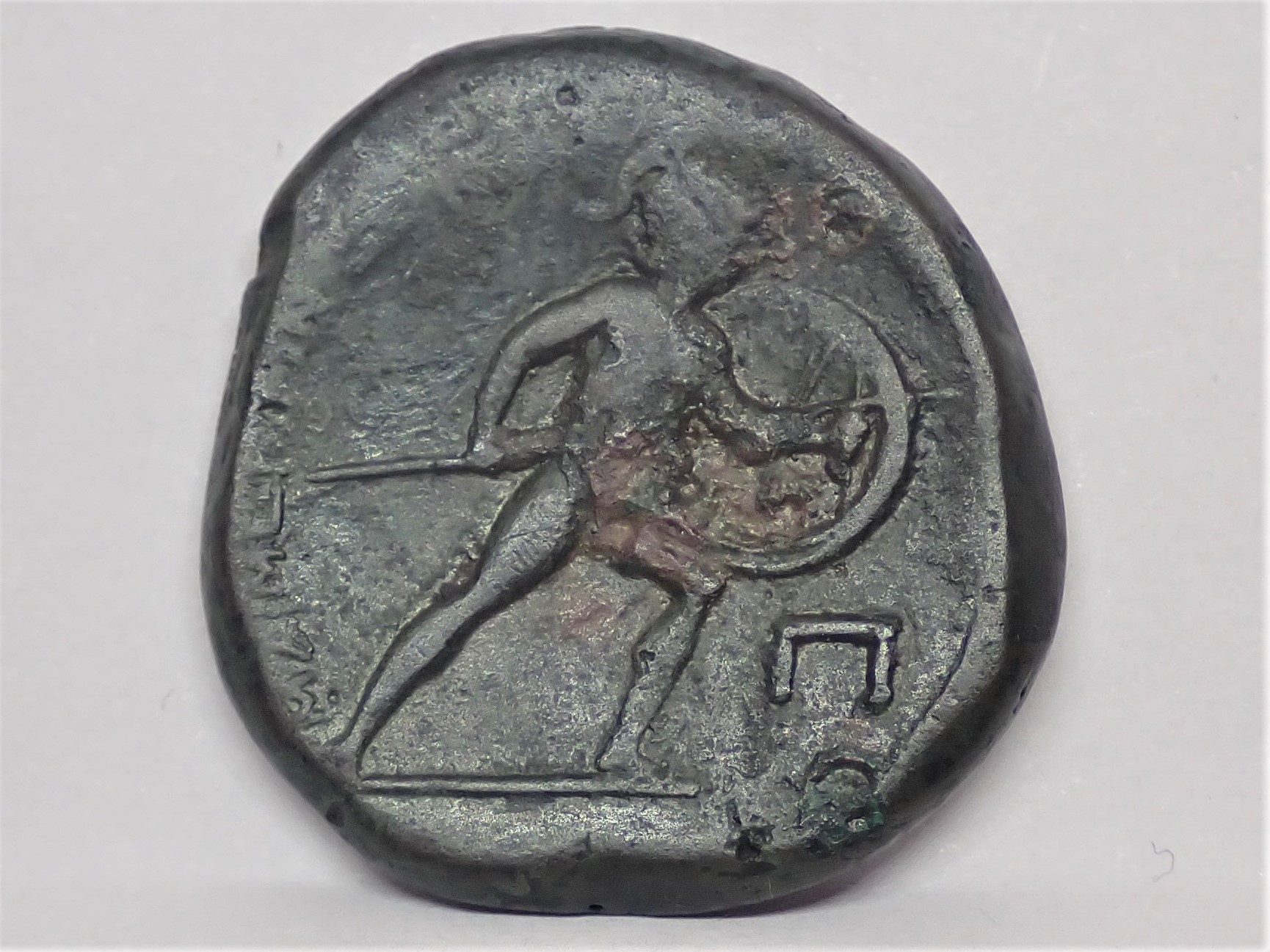
Rückseite der Fünfonkienmünze, Krieger mit Speer und Schild

Nach Agathokles’ Tod im Jahr 289 v. Chr. verließen sie Syrakus und bemächtigten sich 288 v. Chr. der Stadt Messana (heute Messina) weiter im Norden, töteten alle Männer und teilten die Frauen, Kinder und das Eigentum der Opfer unter sich auf. Von Messana aus zogen sie plündernd durchs Land und wurden schließlich sogar für die Stadt Syrakus zum Problem.
Hieron II. von Syrakus, der im Jahr 269 v. Chr. den Thron bestiegen hatte, brach zu wirksamen Maßnahmen gegen die Mamertiner auf und belagerte 265 v. Chr. Messana. Die Mamertiner verbündeten sich daraufhin mit einer in der Nähe liegenden karthagischen Flotte, und gemeinsam wehrten sie die Syrakuser Belagerung ab. Erst in einer Feldschlacht bei Mylae (nicht mit der Seeschlacht von Mylae zwischen Rom und Karthago zehn Jahre später zu verwechseln) wurden sie von Hieron geschlagen, der wiederum an der anschließenden Besetzung Messanas nur durch den Einspruch Karthagos gehindert wurde.
Als die Karthager die Stadt nach diesem Erfolg jedoch nicht wieder verließen, wandten sich die Mamertiner im Jahr 264 v. Chr. an Rom. Bei der Beratung über die Bitte waren einige römische Senatoren nicht bereit, ihnen zu helfen, schließlich kannte man die Stärke Karthagos, aber der Konsul Appius Claudius Caudex überzeugte die Bürger, insbesondere die reichen Plebejer, die  Unterstützung zu gewähren – ein besserer Grund, gegen Karthago in den Krieg zu ziehen, würde sich so schnell nicht wieder bieten.
In der Zwischenzeit hatten die Karthager die Mamertiner dazu bewogen, ihr Hilfegesuch zurückzuziehen, was Appius Claudius jedoch ignorierte. Er führte seine Armee nach Messana, lud den karthagischen Kommandeur zu einer Unterredung ein, setzte ihn fest, und drohte den Karthagern mit seiner Ermordung, falls Widerstand geleistet würde. Die Karthager zogen sich zurück und die Stadt wurde Appius Claudius und damit den Römern übergeben.
Durch die Politik der Mamertiner waren nun sowohl Rom als auch Karthago militärisch auf Sizilien präsent – eine Situation, die nach kurzer Zeit zum Ausbruch des Ersten Punischen Kriegs führte.